# Blepephaeus ocellatus
Blepephaeus ocellatus är en skalbaggsart som först beskrevs av Charles Joseph Gahan 1888.  Blepephaeus ocellatus ingår i släktet Blepephaeus och familjen långhorningar.
Artens utbredningsområde är Burma. Inga underarter finns listade.